# دمكن (كوهستان)
دمكن (بالفارسية: دمکن) هي قرية تقع في إيران في Kuhestan Rural District. يقدر عدد سكانها بـ 23 نسمة بحسب إحصاء 2016.